# Quỷ dữ trong Kitô giáo

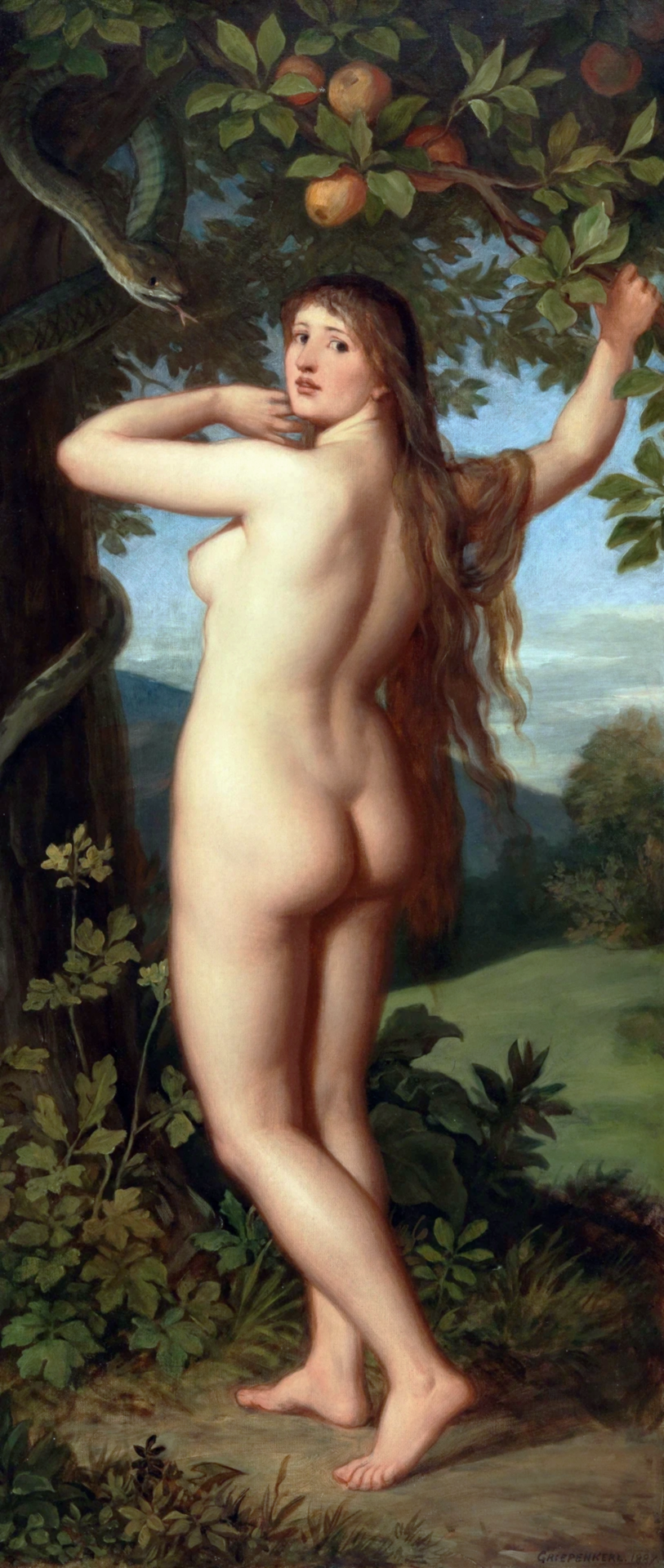
Con quỷ dữ được nhắc đến lần đầu trong Kinh thánh là con rắn độc xảo quyệt ở Vườn Địa Đàng đã cám dỗ Eva ăn trái cấm

Quỷ dữ trong quan niệm của Cơ đốc giáo là hiện thân của cái ác và nó là kẻ gieo rá́c mầm mống của tội lỗi, kẻ nổi loạn chống lại Đức Chúa Trời để đòi quyền ngang hàng với chính Đức Chúa Trời trước khi Thiên Chúa tạo ra thế giới cũng như luôn đối nghịch lại với Thiên Chúa. Một số phần của Kinh thánh ban đầu không nhắc đến một linh hồn xấu xa hoặc Satan nhưng có chú giải thời gian trở về trước thì có nhắc đến quỷ dữ. Mặc dù không phải là một phần của Kinh thánh chính điển, các bài viết liên quan đến vấn đề này cơ bản đã định hình thế giới quan của những Cơ đốc nhân và ảnh hưởng đến việc giải thích các bản văn Kinh thánh. Cho đến thế kỷ thứ II, những người theo đạo Thiên Chúa vẫn nhắc đến những câu chuyện này để giải thích nguồn gốc của cái ác trên thế gian.
Các học giả ban đầu đã thảo luận về vị trí, vai trò của quỷ dữ, trong đó có các học giả chịu ảnh hưởng của thuyết Vũ trụ học tân sinh (Neoplatonism) như Origen và Pseudo-Dionysius đã miêu tả quỷ dữ là chính đại diện cho sự vô vị và trống rỗng, thực thể xa lánh nhất so với thần thánh, thiên thần. Theo Augustinô thành Hippo thì cõi quỷ dữ không phải là hư vô, mà là một cõi thấp kém đứng đối nghịch với Chúa. Những mô tả có tính chuẩn mực điển lệ vào thời Trung Cổ về quỷ dữ được Gregory Đại đế xác lập, ông ta đã ghép ma quỷ, với tư cách là tạo vật đầu tiên của Thiên Chúa vào hệ thống cấp bậc thiên thần của Cơ đốc giáo với tư cách là thiên thần cao nhất trong số các thiên thần (có thể là Cherub hoặc Seraph), những kẻ đã rơi xuống sâu thẳm của địa ngục bằng sự trượt dài không thể cứu vãn rồi trở thành thủ lĩnh của ác quỷ.
Theo Kitô giáo thì Ngày Chúa tạo dựng loài người, Thiên Chúa cho loài người cả hồn lẫn thể xác. Thế là có một số thiên thần chỉ có hồn mà không có xác đã ganh tị và chứng minh cho Chúa là Chúa đã sai vì loài người không xứng đáng, thế nên Quỷ dữ đã dụ dỗ loài người làm bậy từ việc ăn trái cấm để ngang bằng Thiên Chúa. Vì thế Chúa sẽ trao quyền cho Satan xử lý các người tội lỗi vào ngày tận thế. Khi Thiên Chúa tạo dựng loài người, Thiên Chúa ban cho loài người làm vua của muôn loài thọ tạo bao gồm cả các thiên thần. Tuy nhiên Thiên Thần tên Lucifer không chịu tôn loài người làm Vua và bị Thiên Chúa làm cho mọc sừng và đuôi rồi đày xuống địa ngục. Từ đó Quỷ Lucifer luôn tìm cách cám dỗ loài người để chứng minh Chúa đã sai lầm. 
Quỷ dữ được định danh với một số nhân vật được nhắc trong Kinh thánh bao gồm con rắn độc trong Vườn Địa Đàng, Lucifer, Satan, kẻ cám dỗ trong các sách Phúc âm, quái vật biển Leviathan, và con rồng trong Sách Khải huyền.  Theo Do Thái Giáo thì Quỷ dữ (hung thần) là các thiên thần sa ngã, các thiên thần đều thờ phụng Đức Chúa là Thiên Chúa, trong đó vị tổng lãnh Thiên Thần là Michael. Tuy nhiên, có một thiên thần khác tên là Lucifer đã sa đọa và nổi dậy cùng nhiều thiên thần khác để giành quyền thống trị với Thiên Chúa. Thiên thần Michael đã đánh bại Lucifer vào ngày Thiên Chúa tách ánh sáng ra khỏi bóng tối vào ngày thứ ba của 7 ngày Thiên Chúa tạo dựng thế giới. Ngày ấy Lucifer được gọi là Satan, nghĩa là Kẻ Chống Đối. Tuy nhiên Thiên Chúa là Đấng nhân từ, nên không tiêu diệt Lucifer mà còn cho Lucifer thêm cơ hội nữa để nhận thấy Satan đã sai.   
Kể từ thời kỳ đầu đổi mới, quỷ dữ được hình dung như một thực thể ngày càng mạnh mẽ, không chỉ thiếu lòng tốt, sự thiện ý mà còn có ý niệm chống lại Đức Chúa Trời, chối bỏ lời Ngài và sự sáng tạo của Ngài. Đồng thời, một số nhà cải cách giải thích quỷ dữ như một phép ẩn dụ chỉ con người có khuynh hướng phạm tội và do đó hạ thấp tầm quan trọng của quỷ dữ. Trong khi quỷ dữ không đóng vai trò quan trọng nào đối với hầu hết các học giả trong Kỷ nguyên Hiện đại, nó lại trở nên quan trọng hơn trong Cơ đốc giáo đương thời. Với ảnh hưởng ngày càng tăng của chủ nghĩa thực chứng, chủ nghĩa khoa học và chủ nghĩa hư vô trong thời kỳ hiện đại, cả khái niệm về Chúa và quỷ dữ đã trở nên ít phù hợp hơn đối với nhiều người. Tuy nhiên, theo một khảo sát của Viện Gallup cho rằng "Bất kể niềm tin chính trị, khuynh hướng tôn giáo, giáo dục, hoặc địa bàn, hầu hết người Mỹ tin rằng ma quỷ tồn tại". Nhiều nhà thần học Cơ đốc đã giải thích ma quỷ trong bối cảnh văn hóa ban đầu của nó như một biểu tượng của các lực lượng tâm linh.

## Tham khảo

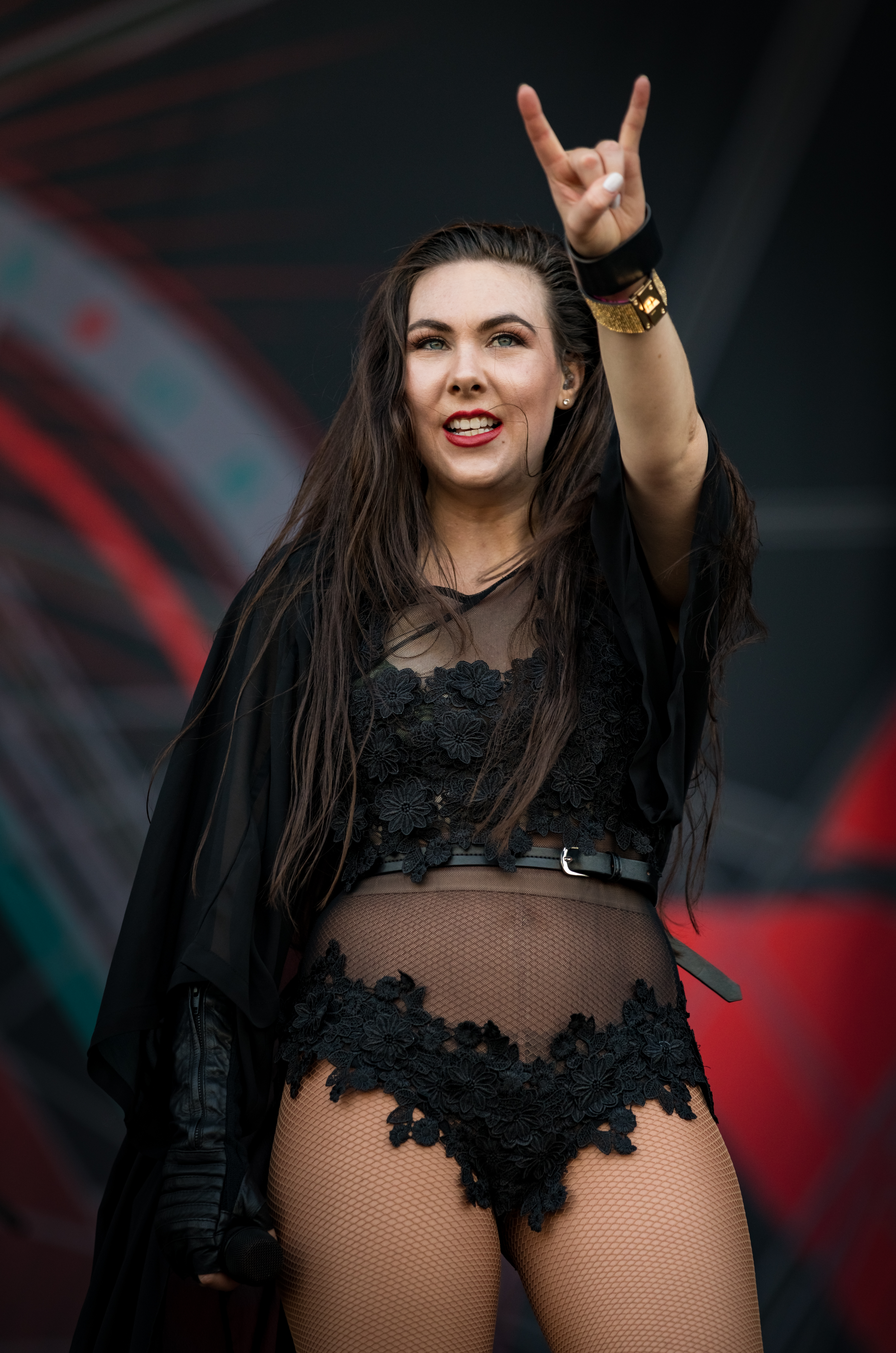
Một ca sĩ ra chỉ dấu về dấu hiệu sừng quỷ

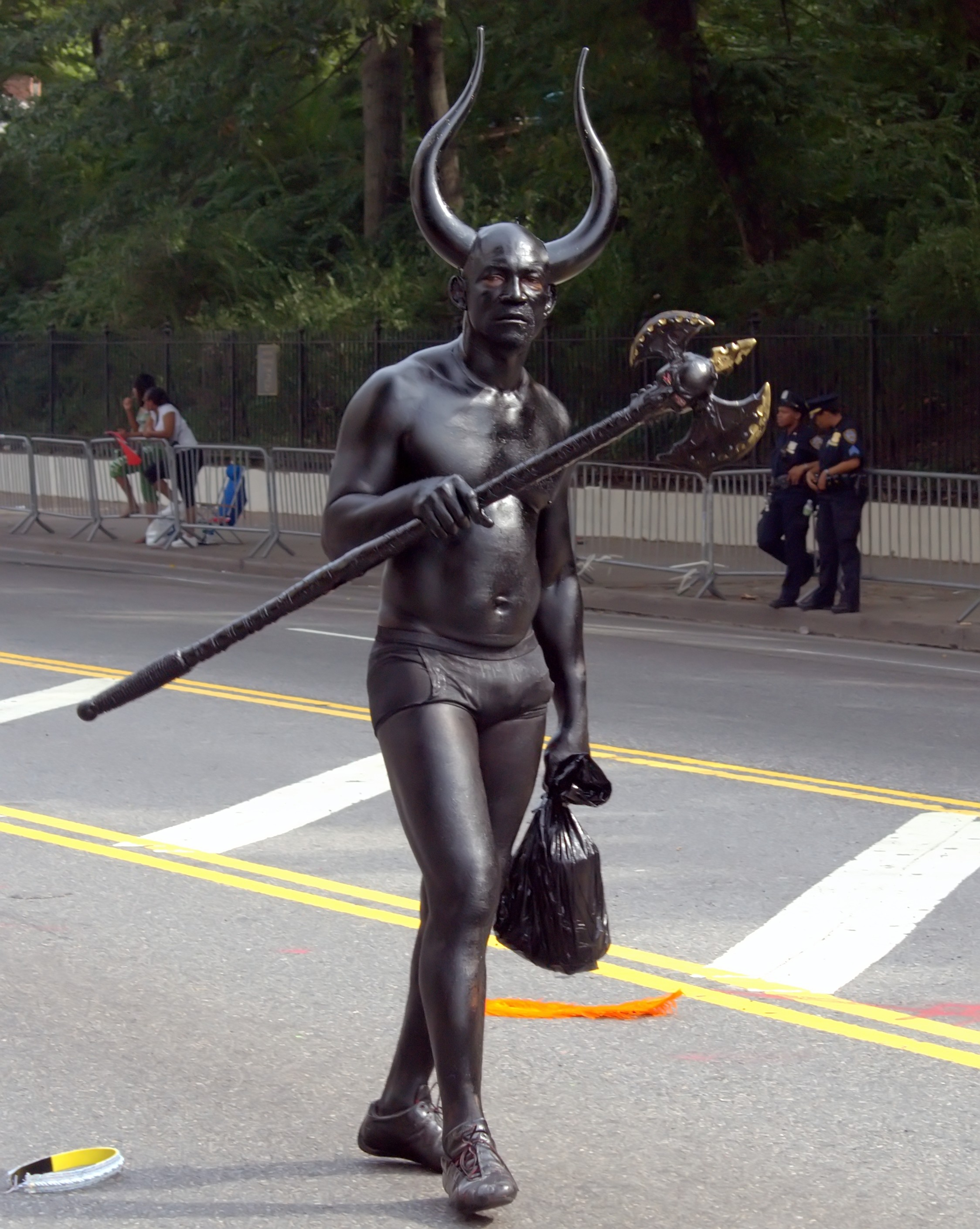
Tạo hình quỷ dữ